# Celhia de Lavarène
Célhia de Lavarène est une journaliste et écrivaine française.
Elle vit depuis 1991 à New York, afin d'assurer la couverture des institutions de l'Organisation des Nations unies pour différents médias, tels que Le Quotidien de Paris, Jeune Afrique, RFI et Mediapart. 
Outre son travail de journaliste pigiste, elle a participe à sept missions organisées par l'ONU. La première a lieu en Afrique du Sud comme observatrice électorale à l'occasion de ses premières élections multiraciales sud-africaine en 1994. Suivant le Cambodge, et la Bosnie. où elle est embauchée par Jacques-Paul Klein afin de lutter contre le trafic de jeunes femmes. En mars 2004, elle est envoyée pour une mission similaire au Liberia, après 14 années de guerre civile. Durant ses sept missions de l'ONU, elle a aussi exercé la fonction de conseillère politique en Slavonie orientale, et dans le Timor oriental. En 2013, elle participe au documentaire Putains de guerre
Elle a publié Un visa pour l'enfer en octobre 2006, et Les étoiles avaient déserté le ciel en 2016. 
Elle a également dénoncé les raisons de l'inaction de l'ONU dans une interview donnée par ARTE. 